# Episodi di El nudo
La prima stagione della serie televisiva drammatica spagnola El nudo, composta da 13 episodi, è stata distribuita in prima visione in Spagna sul servizio di streaming Atresplayer Premium dal 24 novembre 2019 al 16 febbraio 2020 e trasmessa su Antena 3 dal 21 gennaio al 25 marzo 2021.
In Italia la stagione è inedita.
| nº | Titolo originale | Prima visione Spagna | Prima visione Spagna |
| nº | Titolo originale | Pubblicazione        | Prima TV             |
| -- | ---------------- | -------------------- | -------------------- |
| 1  | Veritas solve    | 24 novembre 2019     | 21 gennaio 2021      |
| 2  | ¿Quién eras?     | 1º dicembre 2019     | 28 gennaio 2021      |
| 3  | Hambre           | 8 dicembre 2019      | 4 febbraio 2021      |
| 4  | Herencia         | 15 dicembre 2019     | 11 febbraio 2021     |
| 5  | Despedida        | 22 dicembre 2019     | 18 febbraio 2021     |
| 6  | Mentira          | 29 dicembre 2019     | 25 febbraio 2021     |
| 7  | Peligro          | 5 gennaio 2019       | 25 febbraio 2021     |
| 8  | Sospecha         | 12 gennaio 2019      | 4 marzo 2021         |
| 9  | Confianza        | 19 gennaio 2019      | 4 marzo 2021         |
| 10 | Amor             | 26 gennaio 2019      | 11 marzo 2021        |
| 11 | Miedo            | 2 febbraio 2019      | 11 marzo 2021        |
| 12 | Verdad           | 9 febbraio 2019      | 18 marzo 2021        |
| 13 | ¿Veritas Solve?  | 16 febbraio 2019     | 25 marzo 2021        |

## Veritas solve
- Titolo originale: Veritas solve
- Diretto da: Jordi Frades
- Scritto da: Nuria Bueno

### Trama
- Ascolti Spagna: telespettatori 1 641 000 – share 11,50%[7].

## ¿Quién eras?
- Titolo originale: ¿Quién eras?
- Diretto da: Jordi Frades
- Scritto da: Nuria Bueno

### Trama
- Ascolti Spagna: telespettatori 1 278 000 – share 9,70%[8].

## Hambre
- Titolo originale: Hambre
- Diretto da: Salvador García Ruiz
- Scritto da: Nuria Bueno & José Ángel Lavilla

### Trama
- Ascolti Spagna: telespettatori 1 093 000 – share 8,20%[9].

## Herencia
- Titolo originale: Herencia
- Diretto da: Salvador García Ruiz
- Scritto da: Kiko Ruiz Claverol & Nacho Pérez de la Paz

### Trama
- Ascolti Spagna: telespettatori 1 034 000 – share 7,50%[10].

## Despedida
- Titolo originale: Despedida
- Diretto da: Jordi Frades
- Scritto da: Kiko Ruiz Claverol & Nico Romero

### Trama
- Ascolti Spagna: telespettatori 1 045 000 – share 8,00%[11].

## Mentira
- Titolo originale: Mentira
- Diretto da: Kiko Ruiz Claverol
- Scritto da: José Ángel Lavilla

### Trama
- Ascolti Spagna: telespettatori 881 000 – share 7,20%[12].

## Peligro
- Titolo originale: Peligro
- Diretto da: Kiko Ruiz Claverol
- Scritto da: Nuria Bueno & Nacho Pérez de la Paz

### Trama
- Ascolti Spagna: telespettatori 641 000 – share 8,90%[12].

## Sospecha
- Titolo originale: Sospecha
- Diretto da: Jordi Frades
- Scritto da: Nuria Bueno & Nico Romero

### Trama
- Ascolti Spagna: telespettatori 947 000 – share 7,70%[13].

## Confianza
- Titolo originale: Confianza
- Diretto da: Salvador García Ruiz
- Scritto da: José Ángel Lavilla

### Trama
- Ascolti Spagna: telespettatori 670 000 – share 9,40%[13].

## Amor
- Titolo originale: Amor
- Diretto da: Kiko Ruiz Claverol
- Scritto da: Nico Romero

### Trama
- Ascolti Spagna: telespettatori 883 000 – share 7,50%[14].

## Miedo
- Titolo originale: Miedo
- Diretto da: Jordi Frades
- Scritto da: Nuria Bueno

### Trama
- Ascolti Spagna: telespettatori 584 000 – share 9,60%[14].

## Verdad
- Titolo originale: Verdad
- Diretto da: Kiko Ruiz Claverol
- Scritto da: José Ángel Lavilla & Nico Romero

### Trama
- Ascolti Spagna: telespettatori 976 000 – share 7,80%[15].

## ¿Veritas Solve?
- Titolo originale: ¿Veritas Solve?
- Diretto da: Kiko Ruiz Claverol
- Scritto da: Nuria Bueno

### Trama
- Ascolti Spagna: telespettatori 884 000 – share 7,00%[16].